# Троїцька церква (Носівка)
Свято-Троїцька церква у місті Носівка. Збудована у 1765 ніжинськими майстрами на замовлення священика Лукашевича.

## Історія
5 березня 1922 року Степан Максимович Проценко (1889—1960), був введений в сан священника і призначений настоятелем Свято-Троїцької церкви села Носівки. 24 листопада 1922 року – введений в сан архімандрита. 26 серпня 1926 архієпископ Стефан хіротонізований на єпископа Козелецького, вікарія Чернігівської єпархії. Кафедральним собором єпископа Козелецького Стефана залишався Свято-Троїцький храм Носівки. Пізніше о. Стефан став митрополитом Харківським і Богодухівським РПЦ.
Рішенням виконкому Чернігівської обласної ради народних депутатів від 28.04.1987 № 119 надано статус «пам'ятника архітектури місцевого значення» з охоронним № 39-Чг під назвою «Троїцька церква». Встановлено інформаційну дошку.

## Опис
Троїцька церква — рідкісний на Чернігівщині приклад класичного тетраконха, інша в таких формах Троїцька церква збудована у 1800 році у Нових Млинах. Побудована в 1765 на замовлення М. Я. Лукашевича артіллю ніжських майстрів у стилі бароко. 
За час свого існування церква кілька разів добудовувалася, зокрема 1811 р. У ХХІ столітті добудували довгий ґанок. Перебудова надала церкві рис класицизму.
Кам'яний, хрестоподібний у плані, класичного тетраконхового типу — центричний храм із чотирипелюстковим планом: до квадратного внутрішнього підкупольного приміщення примикають чотири екседри на всю його висоту — тобто без вираженого у зовнішніх формах об'єму четверика (підкупольного приміщення). Над основним об'ємом височить восьмигранна вежа (восьмерик) під гранованим куполом (спочатку напівсферичним) з глухим ліхтариком і головкою. Вікна розташовані у напівкруглих нішах. Екстер'єр храму прикрашений декором, зокрема кути, де з'єднуються екседри, акцентовані спареними колонами (відлуння палацової архітектури епохи бароко), над вікнами розташовані лучкові фронтони, фасад з пілястрами, восьмигранна вежа розчленована лопатками, які завершуються карнизом. У 1811 році були прибудовані ризниці та тамбури. Вхід із колонним портиком, увінчаним трикутним фронтоном, у тимпані якого розміщена ікона.
Територія храму огороджена. Біля храму розташована двоярусна дзвонична — четвер на четверику, увінчаний куполом із ліхтарем та головкою. Дзвіниця, що має нехарактерні для архітектури Лівобережжя готичні архітектурні риси.

## Сучасність
30 квітня 2023 релігійна громада ухвалила рішення про перехід до ПЦУ.
2 жовтня 2023 внаслідок переходу громади Свято-Троїцької церкви до Православної церкви України, ніжинський благочинний о. Сергій Чечин з громадою відслужив перший молебень українською мовою та представив настоятеля храму о. Юрія (Касаховського Юрія Олексійовича).

## Галерея

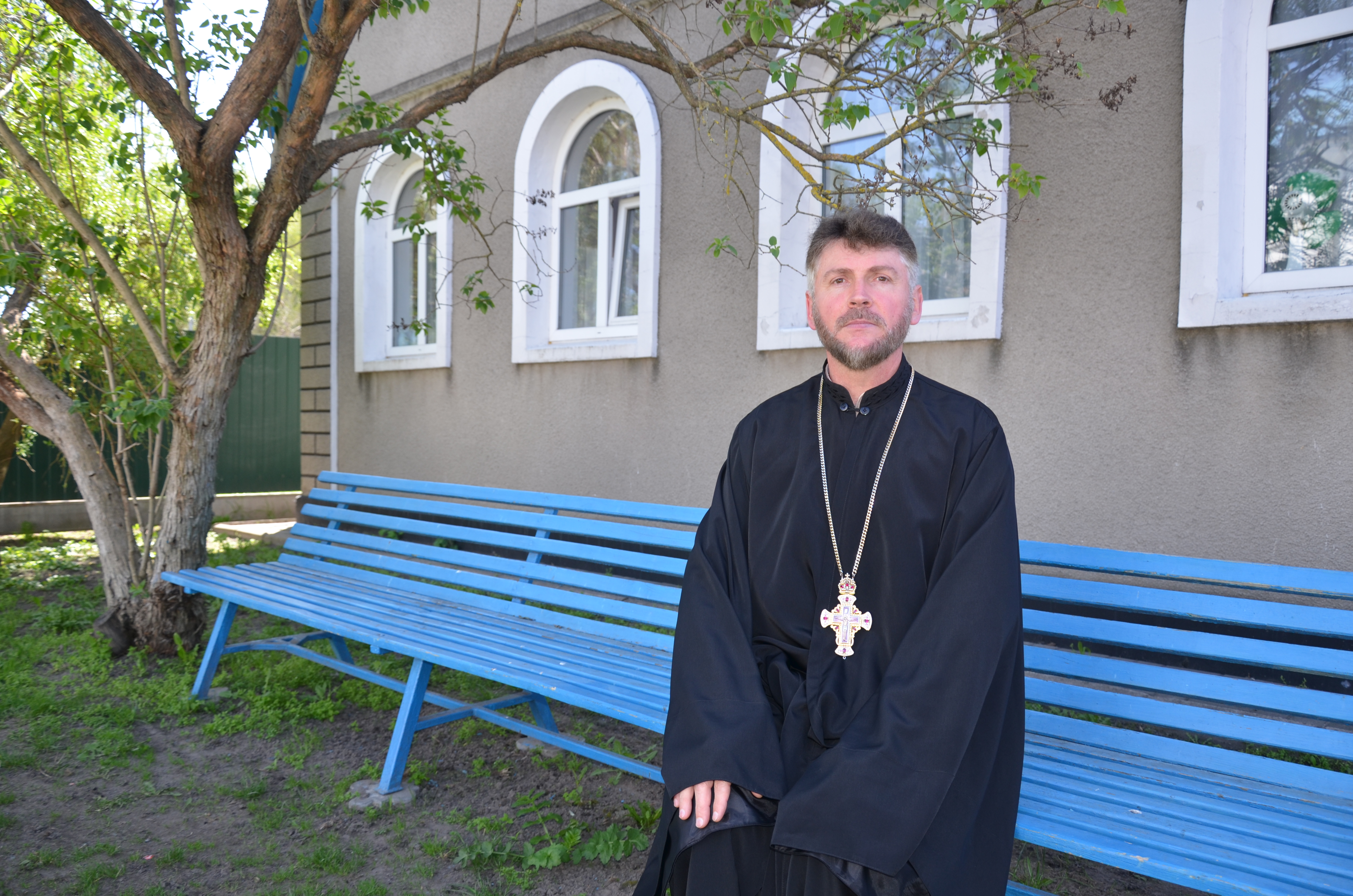
о.Володимир на подвір'ї храму, квітень 2025. Автор: Наталія Найдюк
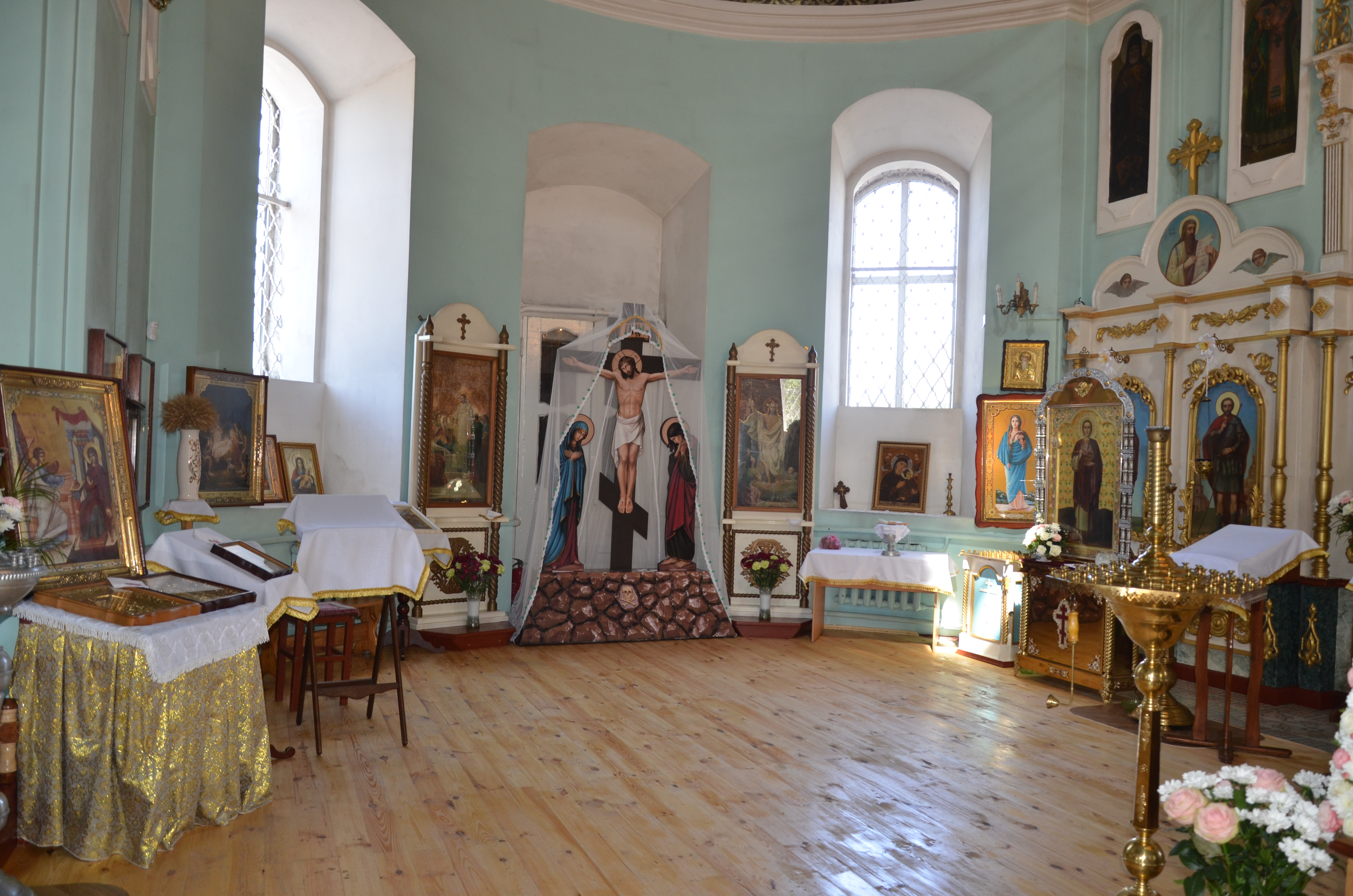
Північна частина. Автор: Наталія Найдюк
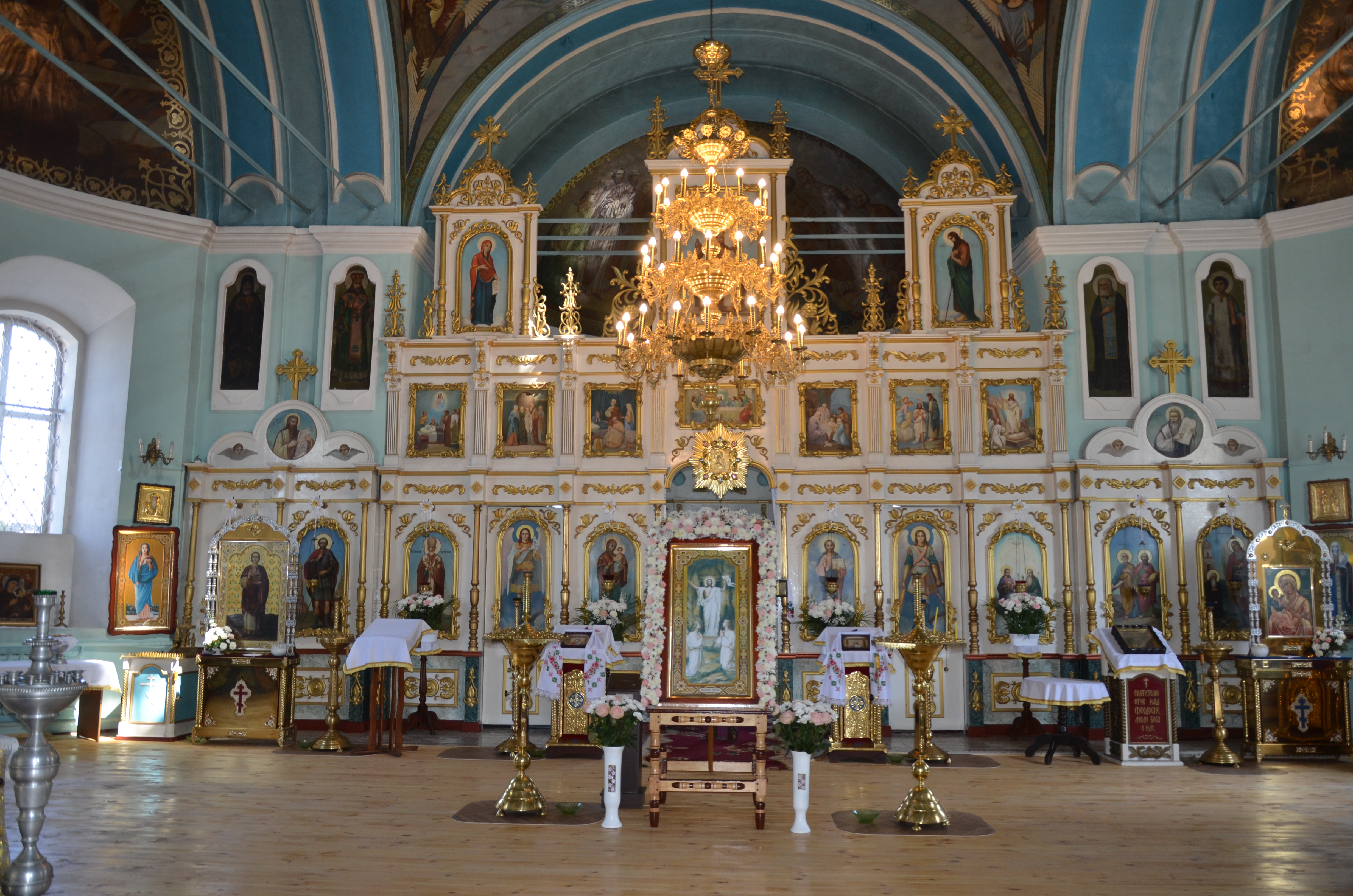
Іконостас. Автор: Наталія Найдюк
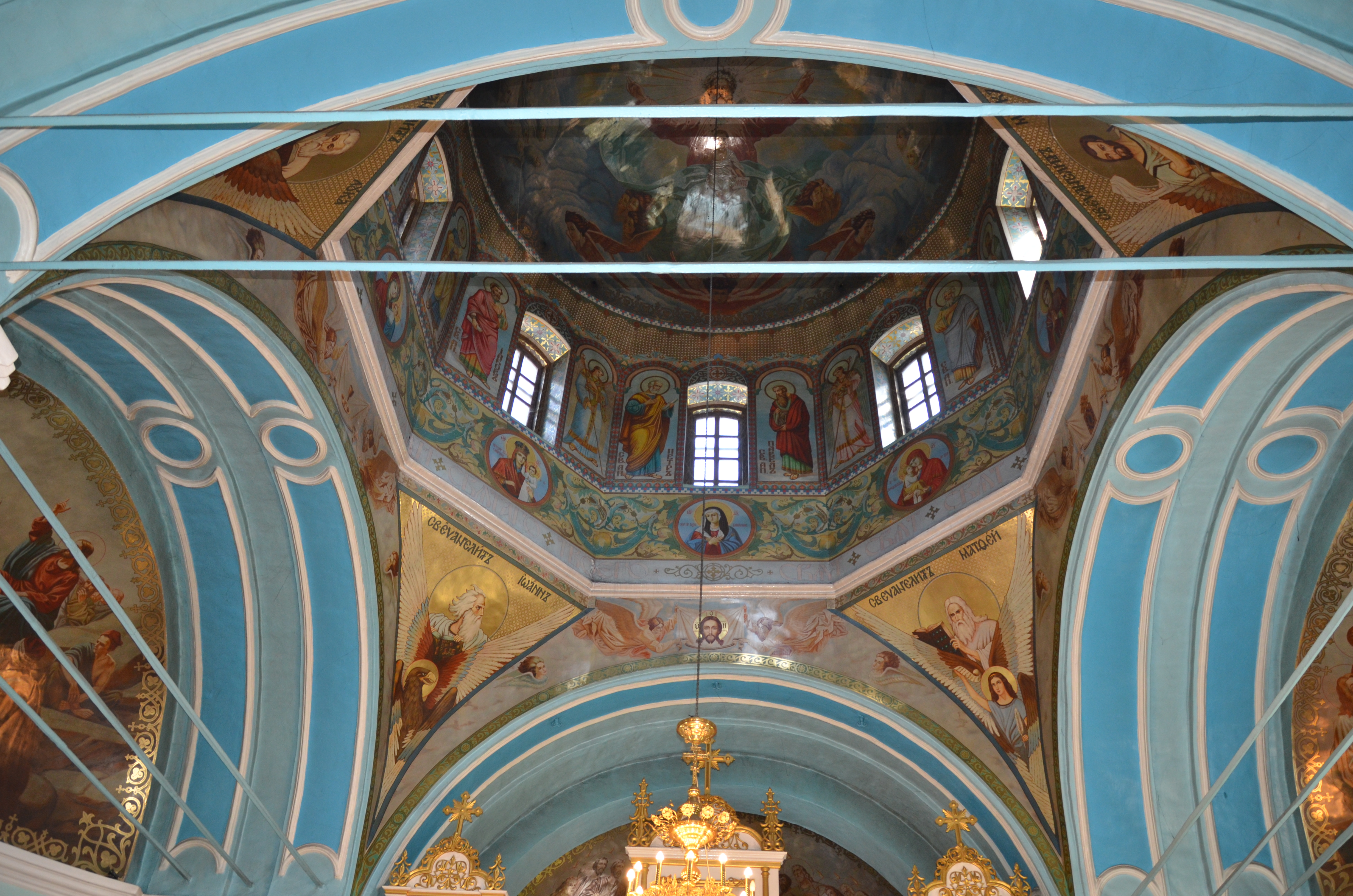
Розпис купола. Автор: Наталія Найдюк